# フェルディナント・アダルベルト・ユンケル
フェルディナント・アダルベルト・ユンケル・フォン・ランゲグ（Ferdinand Adalbert Junker von Langegg、1828年7月28日 - 1901年11月20日）は、明治時代にお雇い外国人として来日したオーストリア生まれのドイツの医師である。姓はヨンケルとも、ミドルネームのアダルベルトの綴りはEdelbertとも表記される。

## 経歴
ウィーンの生まれ。ウィーン大学卒業後、1872年（明治5年）に太政官（当時の日本政府）の招きにより来日し、京都府療病院（現・京都府立医科大学）の教師として来日した。
解剖学の教授のみならず、麻酔科学、病理学、外科学、精神医学等、多岐にわたる医学の教鞭を執り、明治日本における近代医学の発展に貢献。ユンケルが発明した小型の携帯麻酔器は、1940年代まで世界各地で使用された。1876年（明治9年）に帰国、後にイギリスに移住して帰化。
また、ユンケルは日本文化に興味があり、謡曲「鉢の木」のドイツ語訳を手掛け、日本の文化について紹介した『瑞穂草』（1880年）でも忠臣蔵のドイツ語訳を収めている（上巻「忠臣庫之部」〔ママ〕）。また帰国後の1884年に、茶の歴史に関した『扶桑茶話』を発刊している。
近衛霞山がロンドン在留中に（ヨハネス・ユストゥス・ラインを介して）ユンケルの訪問を受けており、その日記の記帳がユンケルについての貴重な資料となっている。

### 伝記
- 藤田晢也『維新京都 医学の開花―カルテを作ったお雇い外国人ヨンケル』

京都大学学術出版会〈学術選書〉、2025年。ISBN 978-4814005772